# Franz Lichtenauer
Wilhelm Franz Lichtenauer (ur. 11 maja 1900 w Rotterdamie, zm. 5 lutego 1987 tamże) – holenderski polityk i prawnik, deputowany krajowy i europejski.

## Życiorys
Syn handlarza Johanna i Petronelli. W 1922 ukończył studia prawnicze na Uniwersytecie w Lejdzie, w 1932 uzyskał doktorat z prawa cywilnego. Specjalizował się w zakresie prawa morskiego i handlowego. Został sekretarzem generalnym rotterdamskiej izby handlowej, w której władzach zasiadał do 1950. W okresie powojennym zaangażowany w odbudowę portu morskiego w Rotterdamie. Od 1951 prowadził przedsiębiorstwo handlu morskiego, następnie kierował zrzeszeniem pracodawców branży morskiej. Pełnił funkcje w organach krajowego kościoła luterańskiego, m.in. w synodzie, kierował także radą ds. kultury Holandii Południowej. Opublikował także książki poświęcone zwłaszcza historii.
Wstąpił do Unii Chrześcijańsko-Historycznej. W latach 1956–1961 zasiadał w Eerste Kamer; był oddelegowany do Zgromadzenia Parlamentarnego Rady Europy (1956–1958), Zgromadzenia EWWiS/Parlamentu Europejskiego (1957–1961) oraz Zgromadzenia Międzyparlamentarnego Beneluksu. Kilkukrotnie był kandydatem na ministra. Od 1961 do 1973 zasiadał w Radzie Stanu, rządowym organie doradczym.
Od 1923 żonaty z Johanną, mieli troje dzieci.

## Odznaczenia
W 1971 odznaczony Orderem Oranje-Nassau IV klasy.